# 美國銀行廣場 (亞特蘭大)
美國銀行廣場（Bank of America Plaza）是位於美國佐治亞州亞特蘭大的摩天大樓，名稱來源自其最大業主美國銀行，建於1992年。大廈樓高55層，高311.8米（1,023英尺）。是亞特蘭大、喬治亞州以及美國南部的第一高樓。

## 外部連結
- 美國銀行廣場 - Emporis （页面存档备份，存于）
- 美國銀行廣場 - SkyscraperPage （页面存档备份，存于）

33°46′15″N 84°23′10″W / 33.77083°N 84.38611°W